# Juan de Zabaleta
Juan de Zabaleta, född 1610 i Madrid, död efter 1667, var en spansk skald. 
Zabaleta skrev, tillsammans med Calderón och andra, några komedier, som finns intagna i samlingen Comedias escogidas (1654-1678). Zabaletas främsta komedi anses vara El ermitano galan och på prosadiktens område vann sedeskildringarna El dia fiesta stor ryktbarhet. 
Arbeten på andra områden av Zabaleta är Problemas de la filosofía natural och Milagros de los trabajos. Han publicerade även Obras historicas, politicas, filosóficas y morales. Zabaletas namn är upptaget i Spanska akademiens Catálogo de autoridades de la lengua.